# Varanus Island
Varanus Island (dt. Waran-Insel) ist die größte Insel des Lowendal-Archipels. Sie liegt im Indischen Ozean vor der Nordwestküste von Western Australia in Australien nahe Karratha in der Pilbara-Region zwischen der Barrow-Insel und den Montebello-Inseln. Sie ist 2,5 km lang und 600 m breit und umfasst eine Fläche von 83 Hektar. Sie erreicht eine Höhe von 20 Metern.

## Umwelt
Die Insel besteht aus Kalkstein und ist stark verkarstet, daher ist sie nur gering mit Pflanzen bewachsen. 
Im Gewässer um die Insel wachsen Korallenriffe, Seegras und Algen und es kommen die endemische Wallriffschildkröte, Delphine, Dugong und Suppenschildkröte vor. Die Insel ist, wie die anderen Inseln des Lowendal-Archipels, ein Naturschutzgebiet, in dem zahlreiche Vogelkolonien nisten.
Die Insel liegt im Gebiet des Simpson Oil Field.

## Australische Gaskrise
Die Insel beherbergt Anlagen für die Gewinnung der Öl- und Erdgas-Vorkommen des Harriet- und East-Spar-Ölfelds, die die Bond Corporation 1987 entwickelte. Sie sind als Varanus Island Processing Hub bekannt und befinden sich im Besitz der australischen Tochter der texanischen Apache Corporation.
Als am 3. Juni 2008 die Gas-Pipeline der Apache Energy-Ölgesellschaft explodierte, die Fabrikanlage auf der Insel in Brand setzte und zerstörte, musste das dortige Personal, etwa 140 Personen, mit Luftfahrzeugen evakuiert werden. Die Explosion reduzierte die Kapazität auf ein Drittel und führte zu einer Gaskrise in Western Australia. Apache Energy benötigte zwei Monate, bis die Anlage wieder auf die Hälfte ihrer vorherigen Kapazität hochgefahren werden konnte.